# مگس‌های شته‌ای
مگس‌های شته‌ای (نام علمی: Chamaemyiidae) نام یک تیره از فروراسته مگس‌خانگی‌شکلان است.